# Le Monde diplomatique
Le Monde diplomatique je francouzská levicová tiskovina zaměřená na mezinárodní vztahy a politiku. Není odbornou, ale bazíruje na akademickém způsobu referencí. Ve Francii je často nazývána zkráceninou Le Diplo. Vychází jednou měsíčně. Založena byla roku 1954 Hubertem Beuve-Mérym. Redakce sídlí v Paříži. K roku 2021 vycházela ve 22 jazykových verzích, které se částečně obsahově liší. Vydavatelem je společnost, jež je dceřinou firmou Groupe Le Monde, vydavatele deníku Le Monde. Ač podobný název často svádí k opačnému předpokladu a ač obě tiskoviny měly společného zakladatele, redakce Le Monde diplomatique a Le Monde jsou na sobě plně nezávislé. Autonomie redakce Le Monde diplomatique je garantována i memorandem podepsaným v roce 1989. Hodnotová orientace Le Monde diplomatique je obvykle hodnocena jako levicová, minimálně jako anti-neoliberalní a anti-neokonzervativní. V 70. a 80. letech 20. století Le Monde diplomatique často kritizoval politiku Ronalda Reagana a Margaret Thatcherové, od 90. let, pod vedením šéfredaktora Ignacio Ramoneta, pak americkou zahraniční politiku té doby, kterou Ramonet nazýval "americká křížová výprava". Ke konci 90. let začal podporovat i antiglobalizační hnutí. Po roce 2000 Ramonet neskrýval sympatie k venezuelskému prezidentovi Hugo Chávezovi. Norská verze byla v roce 2006 silně kritizována za zveřejnění některých konspiračních teorií o 11. září 2001. V roce 2008 byl Ramonet nahrazen ve funkci šéfredaktora Sergem Halimim, který proslul tím, že v éře Donalda Trumpa vyzval evropské státy, aby opustily NATO. Sektářské tendence Le Monde diplomatique byly často kritizovány, například redaktor sesterského deníku Le Monde Jean-Marie Colombani rozdíl mezi oběma tiskovinami popsal slovy: "Le Monde jsou novinami názorů. Le Monde diplomatique jsou novinami názoru." Le Monde diplomatique byl vždy typický rovněž tím, že se velmi zaobírá otázkami tzv. třetího světa. K roku 2020 se měl prodaný náklad tištěné či placené elektronické verze pohybovat kolem 180 tisíc výtisků.